# Mulegns
Mulegns (tot 1943 in het Duits Mühlen; Italiaans (verouderd): Molini) is een voormalige gemeente en is een plaats in het Zwitserse kanton Graubünden, en maakt deel uit van het district Albula.
Mulegns telt 27 inwoners. In 2016 is de gemeente gefuseerd samen met de andere gemeenten Bivio, Cunter, Marmorera, Salouf, Savognin, Tinizong-Rona, Riom-Parsonz en Sur tot de nieuwe gemeente Surses.